# Distretto di Whakatāne
Whakatāne è il capoluogo dell'omonimo distretto di Whakatane della Nuova Zelanda, creato nel 1976 e situato sull'Isola del Nord. Si trova a 90 km ad est di Tauranga e 89 km a nord-est di Rotorua, alla foce del fiume Whakatāne. Il distretto di Whakatāne è l'autorità territoriale che include l'area che si estende a sud e ad ovest della città, escludendo l'enclave di Kawerau.
Whakatāne ha una popolazione urbana di 19 700 abitanti, il che la rende la 24ª area urbana più importante della Nuova Zelanda, e la terza più grande della regione della Baia dell'Abbondanza, dopo Tauranga e Rotorua. Altre 15 800 persone vivono nel resto del distretto di Whakatane. Circa il 40% della popolazione del distretto è di discendenza Maori. La città di Whakatane è anche la sede del Consiglio regionale della regione della Baia dell'Abbondanza.

## Storia
Fin dal XII secolo in questa zona vi erano insediamenti abitati.  I pā –i villaggi fortificati māori– nella regione risalgono ai primi insediamenti polinesiani, datanti attorno al 1200. 
Secondo la tradizione Māori, il capo Toi-te-huatahi sbarcò a Whakatāne verso il 1150 in cerca di suo nipote Whatonga. Non riuscendo a trovare Whatonga, fondò un pā sul punto più alto del promontorio ora chiamato Whakatāne Heads, che sovrasta l'attuale città. Circa due secoli dopo arrivò la canoa chiamata Mataatua, che secondo la tradizione maori fu la più grande imbarcazione con cui le popolazioni polinesiane migrarono in Nuova Zelanda. Il nome "Whakatāne" è dovuto ad un incidente occorso proprio in quest'occasione. Dopo l'arrivo della canoa, gli uomini sbarcarono e l'imbarcazione cominciò ad andare alla deriva. Muriwai, una capotribù, esclamò "Ka Whakatāne au i ahau" ("farò io l'uomo") e iniziò a remare (azione che non era permessa alle donne). Con l'aiuto delle altre donne, salvò la canoa..
Whakatane ebbe un ruolo predominante durante le cosiddette guerre māori del XIX secolo. Nel 1987 fu una delle città più colpite da un terremoto che colpì la baia dell'Abbondanza. Benché morì una sola persona a causa di un attacco cardiaco, molti edifici crollarono o vennero gravemente danneggiati.  La spiaggia di Whakatāne fu testimone dell'incontro il 23 marzo 1908 tra il primo ministro Joseph Ward ed il profeta e attivista māori Rua Kenana Hepetipa.

## Geografia
Motuhora, chiamata anche Whale Island (Isola della Balena), è una piccola isola che si trova poco al largo della costa, 12 chilometri a nord di Whakatane. Sull'isola si trovano numerosi antichi villaggi maori fortificati, detti pā. L'isola fu anche un punto in cui James Cook ancorò nel 1769 la sua nave, l'HM Bark Endeavour, durante il suo primo viaggio nel Pacifico. Durante il XIX secolo sull'isola venne costruita una stazione per la caccia alla balena, da cui il nome di Whale Island.
Fra il 16 e il 18 luglio 2004 caddero nella regione di Whakatane 245,8 millimetri di pioggia, il che causò una grave alluvione con conseguente evacuazione di molti residenti della città e delle aree limitrofe.

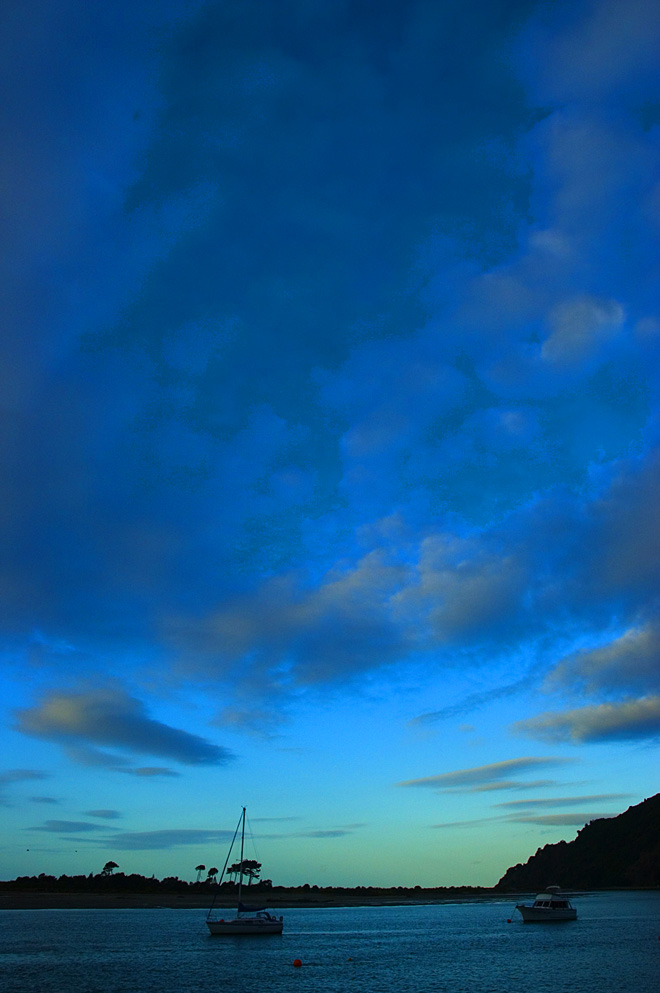
Il porto di Whakatane al tramonto

## Economia
L'economia del Distretto si basa principalmente sul turismo, sull'agricoltura, sulla pesca, sulla produzione e lavorazione del latte e della lana e sull'industria legata al legname.
Una meta molto popolare fra i turisti è costituita dalla visita dell'isola Whakaari, raggiungibile con una breve tratta in traghetto e sulla quale si trova il più attivo vulcano neozelandese.